# تورتیا
تورتیا (به اسپانیایی: tortilla) نوعی نان نازک پخته شده از آرد سفید بسیار آسیاب شده‌است. این نان که ماده آن از ذرت نشأت می‌گیرد معمولاًً به همراه گوشت برای پختن غذاهایی چون تاکو، بوریتو و انچیلادا استفاده می‌شود.
تورتیا از نوآوری‌هایی بود که پس از آورده شدن گندم از اسپانیا به قاره آمریکا هنگام استعمار این منطقه ایجاد شد. سرخ‌پوستان در قدیم برای تهیه تورتیا، ذرت را با دانه‌کوب در کابیله کوبیده و آماده می‌کردند.

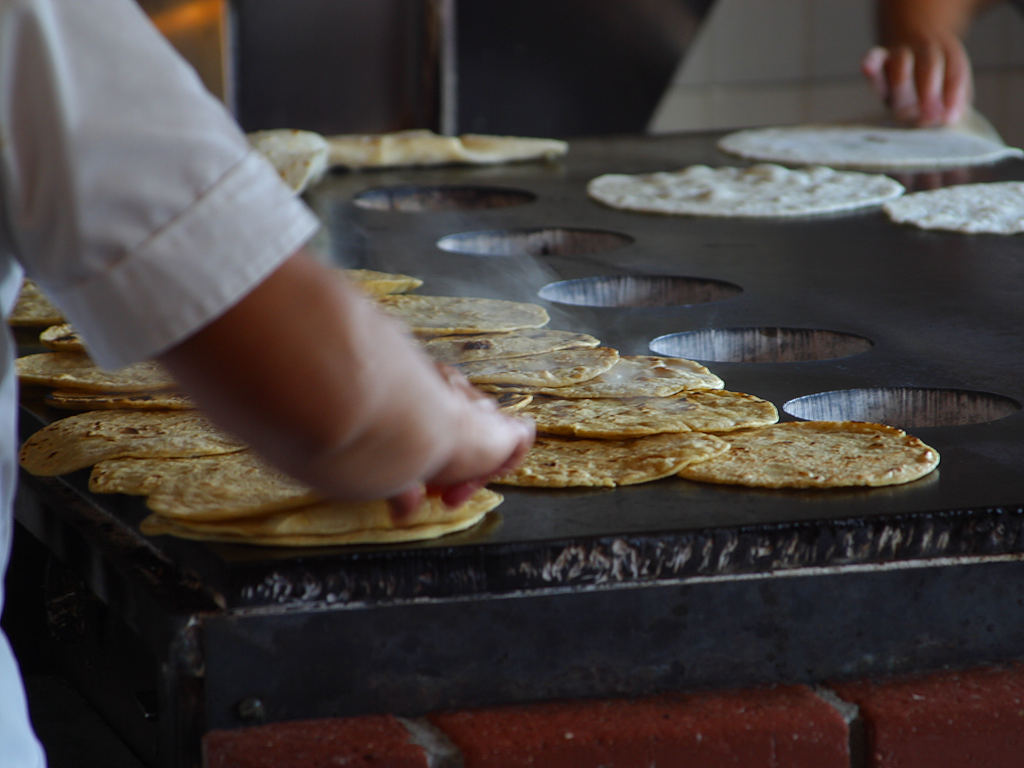
تورتیای پخته شده در سن دیگوی قدیم

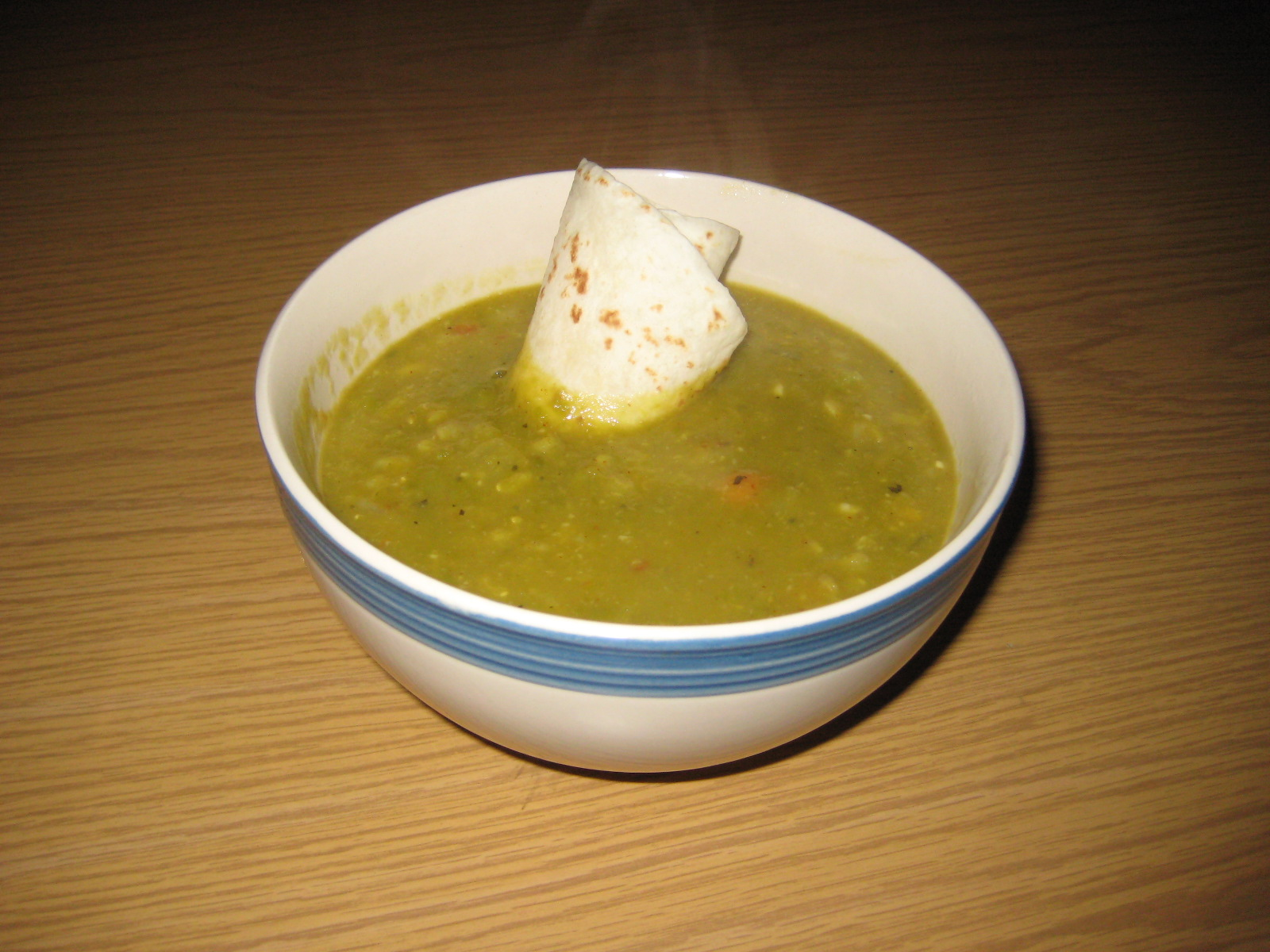